# Волоцкое княжество
Волоцкое княжество — княжество, образовавшееся в 1462 и перешедшее к Москве в 1513 году.

## История
В 1238 году на Волоколамск совершили набег полчища Батыя. Они полностью разорили город. Затем, в конце XIII века, он снова был разгромлен — во время нашествия хана Дюденя. До середины XV века город был местом сбора войск Твери, Москвы и Новгорода — эти города вели между собой упорную борьбу. Волоколамск нередко осаждали литовцы и татары, но город с упорством и мужеством отражал набеги врагов. В 1380 году Волоколамск переходит в удельное владение князя города Серпухова Владимира Андреевича, но на город ещё имел влияние Новгород. В начале XV века Василий I Дмитриевич отступился от Волоколамска, чтобы угодить новгородским боярам. В 1456 году уже Василий II Тёмный заново отвоевал город, а затем передал его вместе с прилегающими к нему землями по завещанию сыну Борису. Таким образом возникло удельное Волоцкое княжество, имевшее центр в Волоколамске.
Волоцкие князья стали расширять и укреплять свой город. Началась массовая застройка центра Волоколамска и создание в нём оборонительных укреплений. В Волоколамске появлялось много слобод там селились кузнецы, пушкари, кожевники и другие ремесленники. Очень много храмов церквей, которые были построены в честь святых покровителей торговли, говорят непосредственно о роли торговли в жизни горожан того времени. В Волоколамске было пять монастырей — они защищали город, если на него нападали враги.
После объединения русских земель вокруг Москвы борьба за Волоколамск между князьями была закончена; начиная с середины XV века город всё реже упоминался в летописях. В 1513 году Волоцкое княжество перешло во владения Москвы. Единственной постройкой, сохранившейся с того времени, является Воскресенский собор, построенный около 1480 года в Волоколамском кремле по заказу князя Волоцкого.